# Respiración inversa
La respiración inversa, también llamada respiración taoísta, es una técnica de respiración integral asociada con el chi kung y las artes marciales de China. Su funcionamiento es simple, y se basa en invertir controladamente los movimientos propios de la respiracion abdominal: en lugar de dejar que el diafragma se expanda al inhalar y se deshinche al exhalar, el usuario inhala mientras contrae el diafragma y exhala mientras lo deja volver a expandirse.

## Usos
La respiración inversa se utiliza en el taoísmo para la cultivación y el movimiento de la energía espiritual o qi, ayudando a transmitirla a lo largo de los canales corporales. Sin embargo, también tiene usos físicos, como el de fortalecer los músculos abdominales y ampliar la capacidad pulmonar, además de ayudar situacionalmente a tensar el abdomen durante la realización de ciertas técnicas con el objetivo de protegerse de un posible contragolpe. Puede encontrarse en artes marciales de corte taoísta como el tai chi y el pa kua chang, además de varios estilos de kung fu.